# Frane Bradić
Frane (Frano) Bradić (Sinj, 18. kolovoza 1860. − Split, 1935.) je bio hrvatski pedagog, učitelj, nastavnik stenografije i hrvatski preporoditelj.
Kao mladi učitelj održavao je u Slavjanskom napredku večernju školu na hrvatskom jeziku koju je za sinove siromašnih težaka besplatno vodio. Autonomašima to nije bilo po volji i tražili su da se to ukine.
Bio je među skupinom kandidata Stranke prava na izborima za Carevinsko vijeće 14. svibnja 1907., a poslije su on i Gjuro Rašica poslije ustupili svoja mjesta don Anti Liepopiliju i don Frani Buliću, nezavisnom kandidatu kojeg su podupirali i pravaši i narodnjaci.